# Bitva u Severního mysu
Bitva u Severního mysu byla jedna z námořních bitev druhé světové války, při které byl 26. prosince 1943 spojeneckými svazy potopen německý bitevní křižník Scharnhorst.

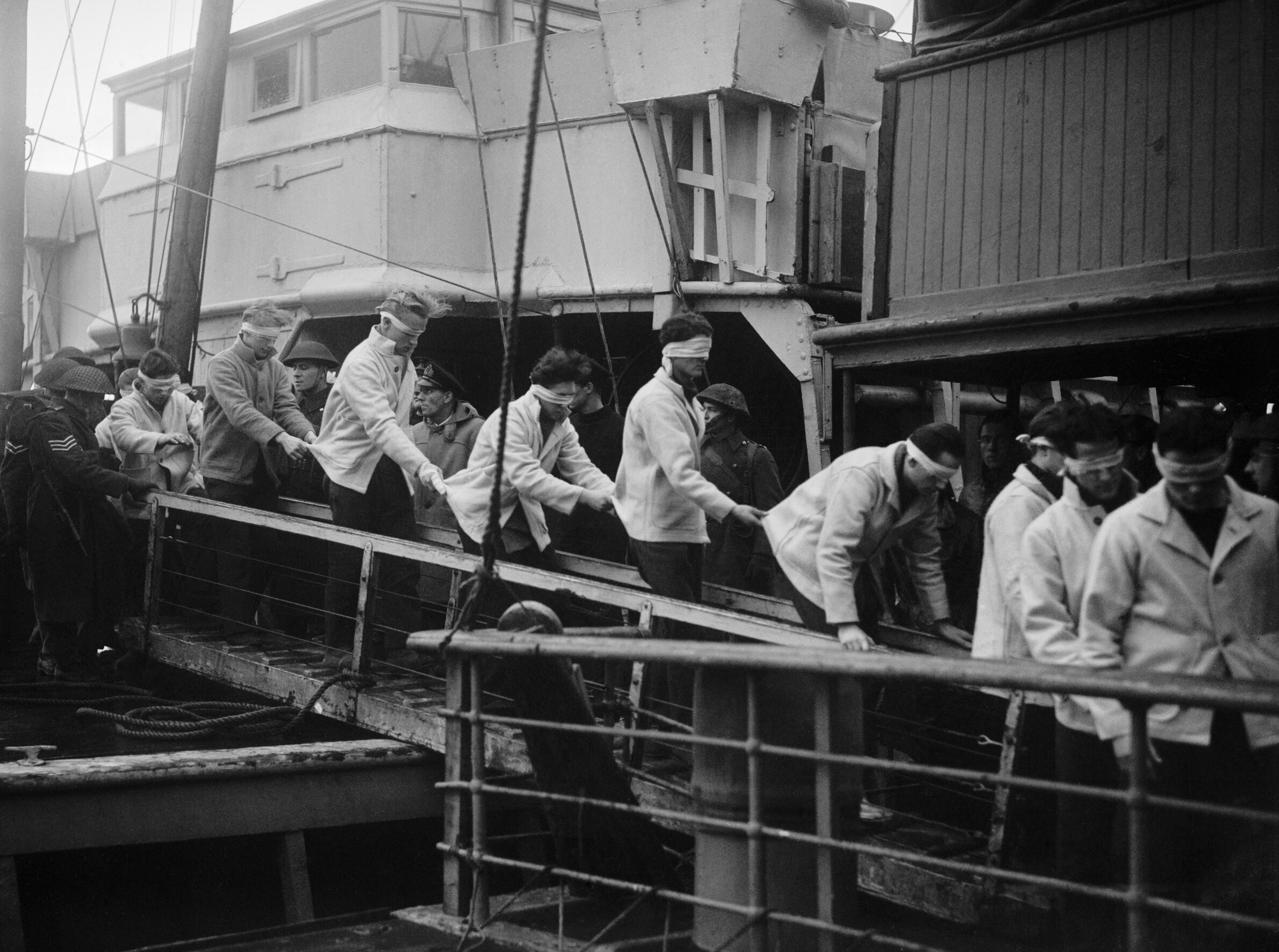
Zachránění trosečníci ze Scharnhorstu se vyloďují ve Scapa Flow

## Průběh bitvy
Bitva samotná se odehrála 26. prosince 1943 u norského pobřeží (Severní mys). Den předtím dostal německý operační svaz pod velením kontradmirála Ericha Beye rozkaz, aby vyplul proti spojeneckému konvoji JW 55B. Tuto zprávu však dostala britská admiralita rozšifrovanou od oddělení Ultra v Bletchley Parku a vyslala ke konvoji ochranný svaz tvořený křižníky HMS Sheffield, HMS Belfast a HMS Norfolk a torpédoborci pod velením kontradmirála Burnetta. Úderné loďstvo bylo tvořeno bitevní lodí HMS Duke of York a křižníkem HMS Jamaica a podporou torpédoborců pod přímým velením velitele celého svazu admirála Bruce Frasera.
Ze strany britské admirality se jednalo o promyšlenou past, když trasa konvoje byla vedena v dosahu německého vzdušného průzkumu, ale již mimo dosah německých bombardérů, jejichž akční rádius byl menší. Mimo dosah německého průzkumu pak číhaly jak ochranný svaz, tak úderné loďstvo Britského královského námořnictva na zásah poslední bojeschopné německé bitevní lodi.
Nyní se tedy Scharnhorst hnal plnou rychlostí ke konvoji – přímo do pasti. Při úderu přímo na konvoj byl Scharnhorst odražen a snažil se doplout zpět na základnu v norském fjordu. Na ústupu mu však cestu přehradila bitevní loď Duke of York se svým doprovodem a Scharnhorst se po tříhodinové bitvě potopil do ledových vod při norském pobřeží. Ani pokusy Němců o záchranu lodi pomocí ponorek a letadel nevyšly.
Velitel německé eskadry Bey v bitvě zahynul. Britský velitel sir Bruce Fraser byl norským králem pasován na rytíře od Severního mysu a dostalo se mu uznání i od britského krále Jiřího VI.